# 8535 Пеллесванслес
8535 Пеллесванслес (8535 Pellesvanslös) — астероїд головного поясу, відкритий 21 березня 1993 року.
Тіссеранів параметр щодо Юпітера — 3,188.
Названо за кличкою кота Пелле Сванслеса — персонажа з казок Єсти Кнутссона. Дослівно цю назву можна передати українською як «Петрик Безхвостий».